# 協商国のロシア内戦への介入
協商国のロシア内戦への介入（きょうしょうこくのロシアないせんへのかいにゅう、ロシア語: Иностранная военная интервенция в России）では、1918年から1920年まで（日本のみ1922年まで）行われた協商国（第一次世界大戦における連合国）によるロシア内戦への一連の干渉戦争について述べる。 当初、連合国はシベリア鉄道やシベリアの諸都市を占領していたチェコスロバキア軍団がロシアの港で、軍需品や武器の供給を確保することを支援するために派兵を行っていた。この目的は次第にロシア白軍を支援するというものに変わっていった。しかし、1920年に白軍が崩壊すると、協商国は自軍を撤退させた。ただし、日本は1922年まで軍事干渉を続けた。また、これらの干渉にはドイツなどの中央同盟国によるロシアの資源の利用を防ぐ目的や、1917年のロシア十月革命によってロシア領内で捕えられた連合国軍を支援する目的を含むものもあった。 
連合国軍による干渉戦争には、アルハンゲリスクに上陸した北ロシア出兵や、ウラジオストクに上陸したシベリア出兵、イギリス軍主導により行われたバルト海戦線や南コーカサス戦線、フランス主導の南ウクライナ・クリミア遠征が含まれる。
ロシアに干渉した連合軍は連合国間の目的の不一致や第一次世界大戦から続く戦争による疲労によって撤退することとなった。1920年9月のチェコスロバキア軍団の撤退完了に伴い、協商国のほとんどの国は同年までにロシアから軍を撤退させた。ただし、日本は1922年までシベリア出兵を続け、1925年まで北サハリンを占領した（サガレン州派遣軍）。
欧米の歴史家はこれらの干渉戦争を第一次世界大戦に続く小規模な軍事作戦として描いている。一方、ソビエトやロシアの歴史家にはボルシェヴィキによる世界革命の抑圧やロシアを分割し衰退を目的とした連合国による試みであると解釈する者もいる。

## 背景

### ロシア革命
1917年初頭のロシア帝国は政争に明け暮れ、第一次世界大戦や時のロシア皇帝ニコライ2世への国民の支持は低下しており、同年3月（旧暦2月の末）2月革命が起こった。この革命により、政治的な圧力を受けたニコライ2世は3月15日（旧暦3月2日）に退位し、第一次世界大戦の戦況にも大きな影響を与えた。ほぼ同時にゲオルギー・リヴォフらよるロシア臨時政府が成立した。ロシア臨時政府は、東部戦線におけるドイツ帝国との継戦を主張した。
第一次世界大戦の開戦以来、連合国は、アルハンゲリスク、ムルマンスク、ウラジオストクの港からロシアに物資を供給していた。
ロシア国民の間では第一次世界大戦に対する厭戦感情が高まり、政治的・社会的不安が高まるにつれてウラジミール・レーニン率いるマルクス主義の反戦政党ボリシェヴィキが支持を伸ばした。戦場では、多くの兵士が反逆を起こしたり、ロシア帝国陸軍から脱走した。7月に第一次世界大戦におけるロシア最後の攻勢であるケレンスキー攻勢が行われるがドイツ帝国やオーストリア・ハンガリー帝国の反撃によってロシア軍は多くの戦力を失い、東部戦線の崩壊を招いた。戦意喪失したロシア軍は反乱の危機に瀕し、多くの兵士が戦線から離脱した。ケレンスキーは、7月19日にアレクセイ・ブルシーロフに代わって、ラーヴル・コルニーロフを陸軍の最高司令官に任命した。
コルニーロフは8月27日（旧暦9月10日）に軍事的独裁政権樹立を目指したクーデターを試みる（コルニーロフ事件）。このクーデターにはイギリスのオリバー・ロッカー＝ランプソンが指揮する装甲車隊がコルニーロフ側で加わっていた。クーデターは失敗に終わったが、この時コルニーロフはペトログラードのイギリス人駐在武官のアルフレッド・ノックス准将の支援を受けていた。ケレンスキーは親コルニーロフのプロパガンダを行ったとしてノックスを非難し、イギリスの陸軍大臣アルフレッド・ミルナー卿がコルニーロフを支持していることを表明する書簡をノックスに送ったと主張していた。 11月7日（旧暦10月25日）、十月革命が起こり、ロシア臨時政府が倒され、ボリシェヴィキが政権を握る。
ウィリアム・ヘンリー・チェンバリンによれば、十月革命後の1917年12月23日にパリにおいて英仏間で協定が結ばれ、ロシア領内での英仏両軍の将来的な作戦が規定された。この協定では、コサック地方、コーカサス地方、アルメニア、グルジア、クルディスタンがイギリスの「勢力圏」とされ、ベッサラビア、ウクライナ、クリミアがフランスの「勢力圏」と規定された。この協定にはコーサカスの油田にイギリスの投資が集中しており、フランスはウクライナの石炭や鉄鋼に関心を寄せているという経済的背景があった。

### ロシアの戦争からの離脱
1918年初頭までに中央同盟国はロシアの広大の領土を占領し、モスクワに迫っていた。レーニンはドイツとの交渉を望んでいたが、2月までロシア側の評議会での承認が得られなかった。必死の試みで、レーニンのロシア・ソビエト共和国は3月3日に中央同盟国側との講和条約であるブレスト＝リトフスク条約に調印し、戦争を終結させた。協商国はロシアの単独講和を快く思わず、ロシアの新体制に反発するように白軍を支援し、ロシアの物資がドイツにいきわたらないように軍をロシアに上陸させた 歴史家のスペンサー・タッカーは、協商国はボルシェヴィキがドイツの支配に対抗でき得る安定な政権ではないと考えており、ブレスト・リトフスク条約によりドイツによる東欧の支配が現実味を帯び、東欧への軍事的介入を真剣に考えだしたと述べている。
ロシアの単独講和は、協商国のボルシェヴィキの打倒に対するあらゆる留保を取り除いた。アメリカの歴史家ウィリアム・ヘンリー・チェンバリンによれば、単独講和以前ですでに、イギリスはコーカサスの、フランスはクリミア、ベッサラビア、ウクライナの保護権について構想しており、その実現のために白軍の将校への資金提供に関する交渉取引が始まっていたと述べている。また、ロバート・ハミルトン・ブルース・ロックハートらはボルシェヴィキを打倒するための政変を組織化を試みたが、二重スパイによってそのことが明るみになり、失敗している。イギリスとフランスの白軍への支援はロシア帝国への大規模な投機によって得られた資産を守るという動機もあった。

### チェコスロバキア軍団

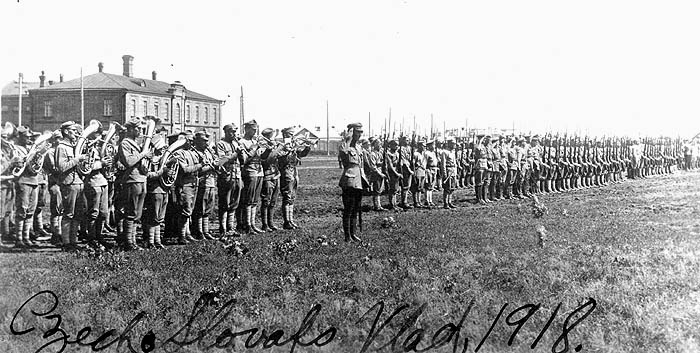
チェコスロバキア軍団（1918年、ウラジオストク）

チェコスロバキア軍団は、ロシア帝国がチェコ人やスロバキア人の捕虜から編成した軍団であり、1917年末の時点で60,000人以上の兵士が中央同盟国と戦っていた。当時、オーストリア・ハンガリー帝国の支配下にあったチェコ人やスロバキア人は独立国家の樹立を望んでいた。ボルシェヴィキがブレスト・リトフスク条約に調印したことに伴い、本国に送還されることになった。ボルシェヴィキはチェコスロバキア軍団が中立化してロシアから退去することに同意した場合、シベリアを安全に通過できることを表明した。軍団はウラジオストクを経由してフランスにわたり西部戦線で協商国と共闘することを目指していた。しかし、軍団がシベリアを通過している最中の1918年5月14日に、チェリャビンスクでハンガリー人と抗争を起こしたため、軍団の一部がボルシェヴィキに逮捕された。このことは軍団によるボルシェヴィキへの攻撃につながり、ボルシェヴィキが軍団の武装解除を命じるきっかけの一つとなった。武装解除命令を受けてチェコスロバキア軍団は反乱を起こし、シベリア鉄道やシベリアの主要都市の大部分を占領した。（チェコスロバキア軍団の反乱）

### 協商国の懸念
連合国は東部戦線の崩壊と同盟国のロシア帝国の共産主義への敗北を懸念し、ロシアの港の膨大な物資や設備がドイツ軍に接収されることを懸念していた。1918年4月にドイツ軍がフィンランドに上陸すると、協商国の間ではドイツがムルマンスクーペトログラード鉄道や戦略的に重要な港で協商国の多くの物資が備蓄されていたムルマンスクやアルハンゲリスクを占領するのではないかという憶測が広まった。また、チェコスロバキア軍団の壊滅への懸念やボルシェヴィズムの脅威への懸念もあった。
以上のような出来事や懸念から、イギリス政府とフランス政府はロシアへの軍事的介入を決定した。だが、予備兵力の不足は深刻なものであり、英仏両国はアメリカのウッドロウ・ウィルソン大統領に兵力を提供するように要請した。ウィルソン大統領は1918年6月に戦争省の反対にも関わらず、5,000人の兵士を限定的にこの介入に参加させることに合意した。
同じ月にカナダ政府はイギリス政府から大部分の兵士の指揮と派遣するように要請を受け、シベリアや北ロシアに派兵した。イギリス海軍は海軍少将 エドウィン・アレクサンダー・シンクレア指揮の近代的なC級巡洋艦とV級およびW級駆逐艦で構成された部隊をバルト海に派遣し、バルト海戦線でボルシェヴィキの艦船と戦った。
日本は北方の国境が脅かされることを懸念し、70,000人の軍を派遣した。日本政府は社会主義の広がりを恐れており、シベリアに緩衝国を建国することを試みていた。
イタリアからはアルピーニの部隊から成る遠征部隊と元々オーストリア・ハンガリー軍にいたトレンティーノやイストリア、ダルマチアなどの出身のイタリア人捕虜から成るレデント軍団が創設され、天津租界から2,500人がシベリアに派兵された。
ソ連のプロパガンダでは、世界的で新しい共産主義革命を打ち砕くことに尽くすための同盟として協商国による介入を描いていた。しかし、協商国は少数の積極的賛成派を除いて特に介入に対して関心を持っていたわけではなく、西部戦線でドイツ帝国を敗北させることが最大の関心事であった。ロシアにおいて、白軍側の政治家は保守的な民族主義者の小集団に過ぎず政治改革をする気配は全くなく、むしろ労働組合による反白軍の世論に影響されていったことで、協商国と白軍の不和も存在していた。協商国の介入による死傷者が少なくなるほど、介入では戦闘への関与が消極的であった。
反社会主義者でボルシェヴィズムを社会主義の最悪の形態とみなしていたウィンストン・チャーチルはロシアへの軍事介入を大いに支持しており、彼はイデオロギーの理由で協商国の介入に対する支持を取り付けようとした.。イギリスの新聞の大半もイデオロギー的にボルシェヴィキ政権とは反対の立場であり、介入を支持していた。

## ロシアに介入した協商国の兵力

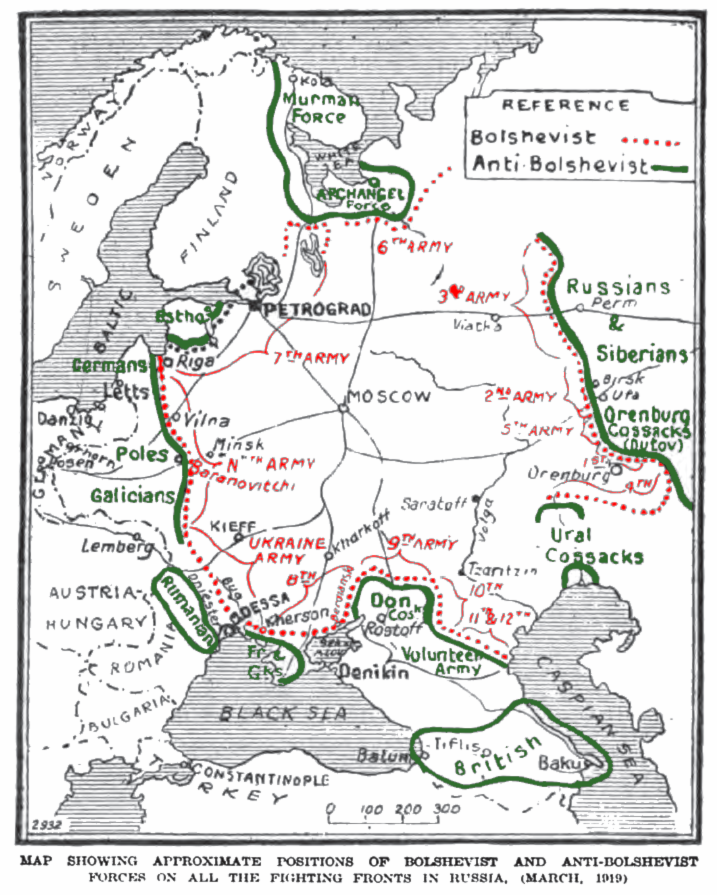
1919年時点でのヨーロッパ・ロシアにおける協商国の軍と白軍の位置

のちのソ連の領域内に入った外国軍の兵力は次の通り。
- アルハンゲリスクに上陸した英仏両国の軍1,500人 [40]
- 北ロシアに派兵したイギリス軍14,378人[41]
- シベリアに派兵されたイギリス軍1,800人[42]
- ベッサラビアで活動したルーマニア軍50,000人[43]:375–376[44]:167–168
- 南ウクライナやクリミアで活動したギリシャ軍 23,351人[45]
- 南ウクライナ・クリミア遠征（英語版）のフランス軍15,000人
- 1919年1月までにコーサカスに入ったイギリス軍40,000人 [9]

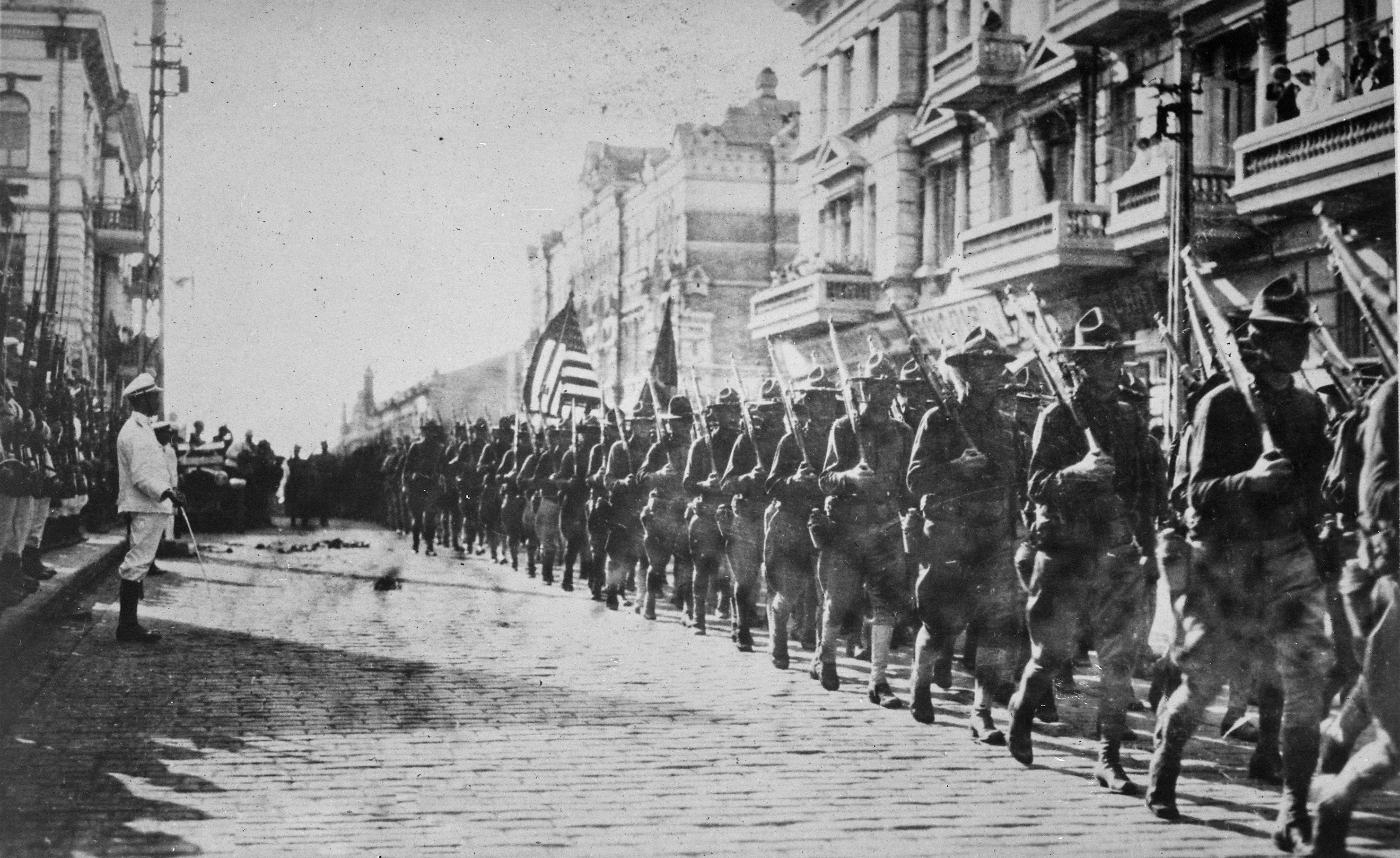
ウラジオストクに派兵されたアメリカ軍（1918年8月）

- アルハンゲリスクとウラジオストクに派兵されたアメリカ軍13,000人[46][47]
- ロシア北西部で活動したエストニア軍11,500人[48]
- アルハンゲリスク、ムルマンスク、シベリアに派兵されたイタリア軍3,800人[49][50]（アメリカの北ロシア遠征部隊（英語版）、アメリカのシベリア遠征部隊（英語版））
- オーストラリア軍150人 (ほとんどはアルハンゲリスクに派兵)[51]
- トランス・カスピア（英語版）（カスピ海東岸）に派兵されたイギリス軍950人[8]
- シベリア出兵の日本軍70,000人以上

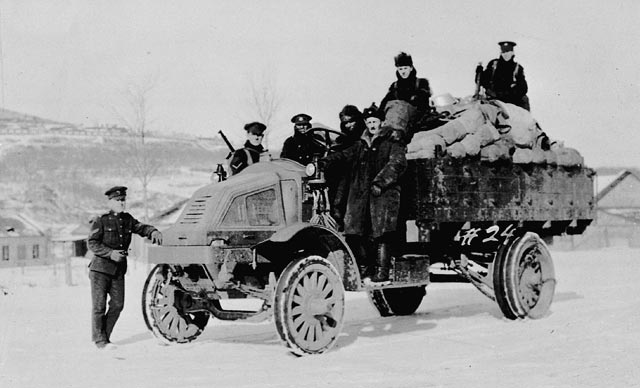
カナダのシベリア遠征部隊（1919年）

- シベリアに派兵されたカナダ軍4,192人[52]（カナダのシベリア遠征部隊（英語版））
- アルハンゲリスクに派兵されたカナダ軍600人[52]
- ウラジオストクに派兵された北洋軍2,300人[11]

## 各戦線の経過

ヨーロッパ・ロシアにおけるロシア内戦の状況（1918-19年頃）

### 北ロシア
ロシアへの介入で初めてイギリス軍が上陸したのはムルマンスクであった。この上陸はムルマンスクのソビエト評議会がドイツによる攻撃を恐れて、連合国に保護を要請したものであった。  
1918年3月4日、イギリス軍170人がムルマンスクに上陸した。この日はドイツ帝国とボルシェヴィキの間でブレスト＝リトフスク条約が締結された翌日であった。イギリス軍がこの地域で行った最初の戦闘は5月に起こった。その戦闘はペチェンガの町を占領したフィンランド白軍を赤軍とともに撃退するというものであり、その後数か月間はフィンランド白軍との戦闘を行っていた。だが、ボルシェヴィキと協商国の関係が敵対的になるとイギリス軍と赤軍との間で戦闘が起こった。最初の攻撃はムルマンスクーペトログラード鉄道沿線の町を制圧を試みた赤軍をイギリス軍が撃退したというものであった。

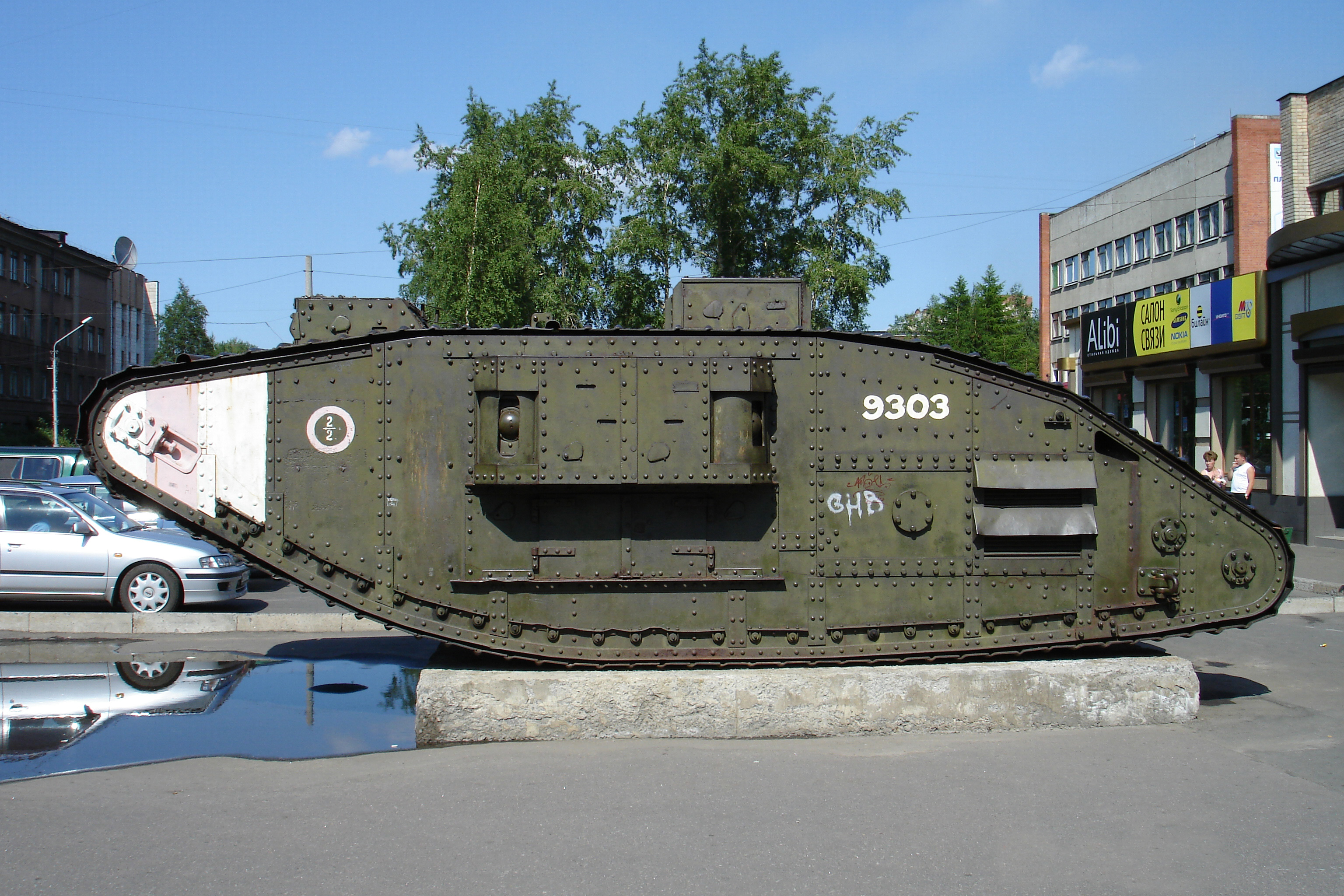
鹵獲されたマーク V 戦車 （アルハンゲリスク）

8月までにイギリス軍は6,000人程に増強され、9月にはイタリア軍1,200人や少数のフランス軍、カナダ軍大隊が到着し、アルハンゲリスクに上陸したアメリカの北ロシア遠征部隊の3個大隊もそれに続いた。 
1918年8月2日、ゲオルギー・チャップリン率いる反ボルシェヴィキ勢力がアルハンゲリスクのソビエト政府に対してクーデターを起こし、ニコライ・チャイコフスキーと共に北部地域行政府を樹立した。協商軍は軍艦を入港させて1,500人の軍でアルハンゲリスクを占領する形でこれを支援した。8月17日までにイギリス軍はオネガ湾沿岸に到達している。
9月までにイギリスのロイヤルスコッチ2/10部隊は北ドヴィナ川とヴァガ川の間の三角地帯を確保する。しかしボルシェヴィキの攻撃が続き、第一次世界大戦の休戦日（11月11日）から北ドヴィナ川地域での攻勢を強め、トゥルガスの戦いなどの戦闘が起こる。その結果、9月からの4か月で北ドヴィナ川やオネガ湖地域で30-50 km後退している。
北ドヴィナ川とヴァガ川の流域では、1919年初頭にニージュニャヤ・トイマやシェンクルスクに達した。イギリスの司令官エドムンド・アイアンサイドは、シェンクルスクをアルハンゲリスクに次いで重要な北ロシアの都市と評し、この地における戦線の維持を試みる。しかし、イギリス軍をはじめとする協商軍は1919年1月19日から20日の激しい攻勢で、シェンクルスクを失う（シェンクルスクの戦い）。シェンクルスクの戦いでの敗北後、数か月にわたってドヴィナ川流域やその周辺の鉄道を占領していた協商軍は劣勢を強いられることになった。この他、協商軍はアルハンゲリスク南方の鉄道沿いでも進撃を続けており、協商軍とボルシェヴィキの双方に損害をもたらした。
ムルマンスク方面では、ボルシェヴィキ政権を追放することを目的とし、人口密集地を確保して白軍の兵力を増強させるために1919年2月、イギリス軍が南下を試みた。激しい反撃にあったが、イギリス軍はセガジャ（カレリア共和国）を確保し、この戦いで赤軍の兵士の半数が死傷するか捕虜となった。2月の攻勢では、イギリス軍はソロコを越えて、オリンピに達し、 ボルシェヴィキ側は2月20日までに3,000平方マイルを失った。5月の攻勢では、協商軍はメドヴェージャ・ゴラに進撃し、町を占領する。しかし、カレリアの最大都市であるペトロザヴォーツクに協商軍が到達することはなかった。
4月25日にロシア白軍の300人ほどがボリシェヴィキ側に寝返ってトゥルガスで協商軍を攻撃した。また、イギリス軍をはじめとした協商軍は戦闘を拒むことが多くなり、白軍の反逆も加わって、士気が低下した。士気の低下により、ヨークシャー連隊やイギリス海兵隊、アメリカ軍、カナダ軍内でも反逆行為がおこった。

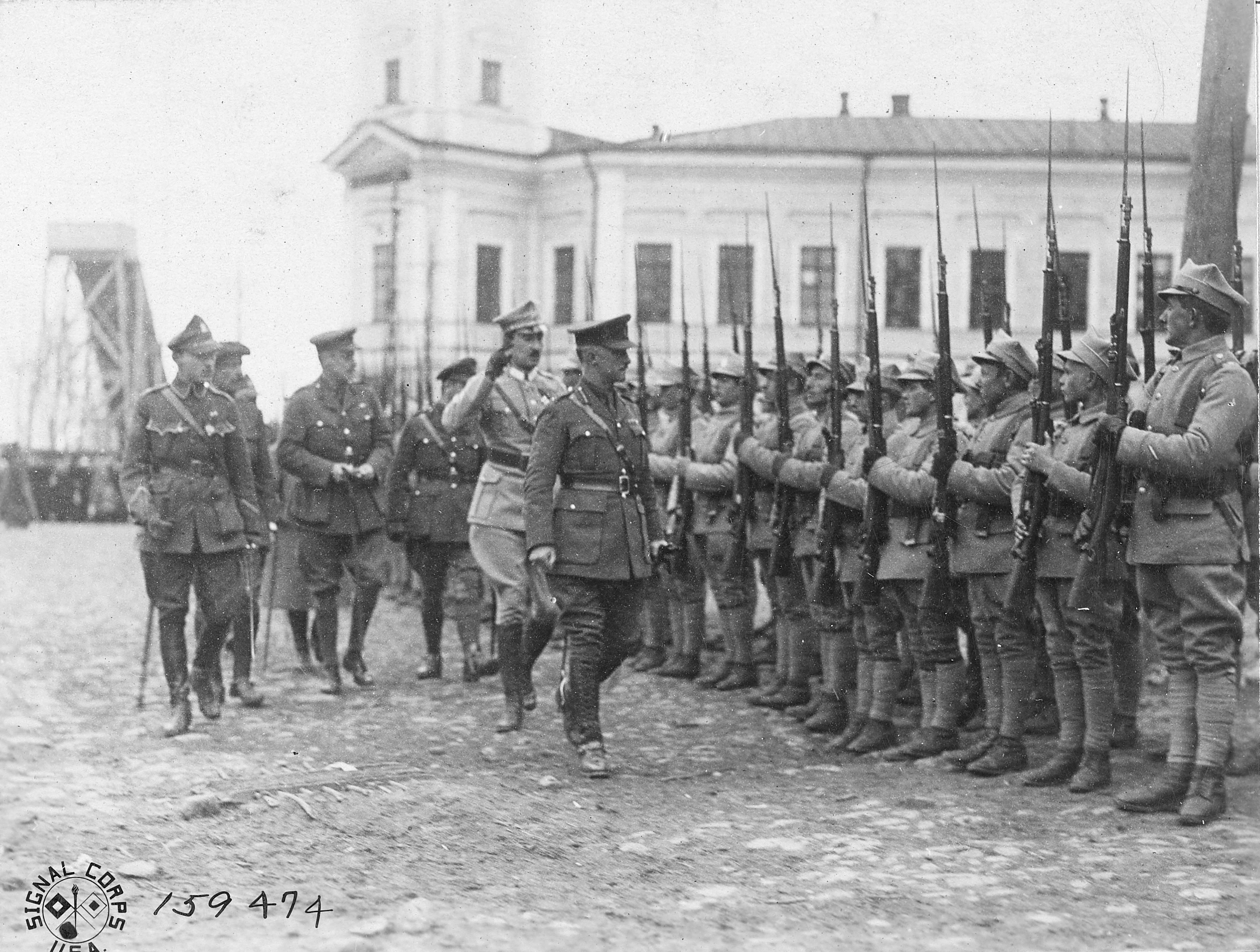
ポーランド軍分遣隊のムルマンスク大隊を視察するポーランド、イギリス、フランスの将校ら。（1919年、アルハンゲリスク にて）

5-6月に、1918年の8-9月にアルハンゲリスクに到着したイギリス軍が帰国を命じられる。6月にはフランス軍やイギリス海兵隊が撤退し、それに続くようにしてカナダ軍やアメリカ軍も撤兵を始める。イタリア軍では、第一次世界大戦の休戦後長らくロシアへの駐留が続いたことへ不満を抱いた兵士による反逆行為が起こる寸前という状況に陥っていた。撤兵開始後のフランス軍やアメリカ軍は戦闘に消極的となり、アルハンゲリスクのフランス軍は防衛戦以外の戦闘を拒んでいた。
一方で、5月末から6月にかけて、自軍陣地を防衛することを目的とした志願部隊である北ロシア救援軍3,500人が到着した 。ところが、シベリアのコルチャークの動きと連携して北ロシア救援軍をコトラスにおける攻勢に利用する計画が立てられる。結局この計画は、ボルシェヴィキ側に察知され、コルチャークの軍が急速に後退を始めると中止された。
1919年7月、イギリス人の将校が反逆を起こした白軍に殺害され、ボルシェヴィキに投降する。同月20日にはオネガにいた3,000人の白軍兵がボリシェヴィキに寝返り、オネガを明け渡す。オネガはムルマンスクとアルハンゲリスクを結ぶ唯一の人員や物資の輸送ができる陸路上にあり、イギリス軍の白軍への信用が失われ、撤退が望まれるようになった。また、協商軍の船舶では5人のボルシェヴィキの捕虜がわずかな抵抗だけで同じ船の白軍兵200人を従えるということも起こった。それにもかかわらず、イギリス海兵隊から軽歩兵大隊が送られた。
ドヴィナ川戦線では、イギリス軍が撤兵する直前の8-9月に激しい戦闘が行われた。この攻勢は撤兵前にボルシェビキの士気に打撃を与え、白軍の士気を高めることを目的としていた。これらの攻勢で、ボルシェヴィキに約700人の死者が出て、イギリス軍はいくつかの村落を占領することに成功した。また、ゴロドクの戦いではボルシェヴィキ側の750人が捕虜となっている。 
ムルマンスク戦線では、ボルシェヴィキの軍を壊滅させて撤兵後の白軍の処遇を有利にするために9月に協商軍による最後の攻勢が行われた。だが、このイギリス軍、白軍、セルビア軍によるコイコリとウシュナへの攻勢は失敗に終わった。また、ボルシェヴィキは多くの橋を破壊し、撤兵するイギリス軍の避難を遅らせた。
そのあと、結局、最後の協商軍は1919年9月27日までにアルハンゲリスクから撤退し、同年10月12日にムルマンスクを放棄することで、北ロシア出兵は幕引きとなった。

### バルト海とエストニア
第一次世界大戦の最中、ロシア帝国の領土の一つであったエストニアにはドイツ軍が侵攻を続けていた。その中で1918年2月24日にエストニアは独立を宣言した。（1918年のエストニア独立宣言） 。ドイツ帝国と協商国の休戦後の同年11月にボリシェヴィキの軍がエストニアに攻め入ったが、イギリス海軍やフィンランド志願兵の支援を受けたエストニア軍は1919年2月末までにボリシェヴィキの第7赤軍をエストニア領土の外へ敗走させてソ連の侵攻を跳ね除けた。しかしながら、第7赤軍やエストニア赤軍の活動は依然として続いていた。こうした背景もあり、エストニアの首脳部は当時、ロシア北西部で展開していた白軍の一派北西軍（ロシア内戦）を支援してロシア領内に侵攻することを決定した。エストニア軍はナルヴァで第6赤軍を奇襲し壊滅させた。 フィンランド湾沿岸で展開されたエストニア陸軍と白軍の攻勢は、イギリス海軍やエストニア海軍に支援されていた。当時、エストニアは軍事的に小さな国であり、首相はイギリスに首都防衛のための派兵とエストニアの保護領化を要請したが、イギリスはこれらの要請を断っている。
イギリスの巡洋艦と駆逐艦はエストニア・ロシア国境付近の沿岸に弾幕を敷き、ボリシェヴィキの補給線の前進を妨害している。
エストニア軍は5月ロシア領のプスコフの占領などで北西軍を支援する。
エストニア軍がペトログラードに迫ると、クラスナヤ・ゴルカ要塞の守備隊がボルシェヴィキに対して反乱を起こす。イギリス軍のオーガスタス・エイガー中尉は沿岸内火艇を使ってクロンシュタットのロシア軍の艦船を攻撃し、反乱を支援した。（クロンシュタット襲撃）二度の攻撃で港に停泊していた艦船の多くに損害を与えたが、この反乱はボルシェヴィキ側に鎮圧される。
1919年4月の和平交渉でロシアのボリシェヴィキ政府はすでにエストニアの独立国家としての承認を保証しており、エストニア人はもはや実りのない戦争を望まなくなっていた。そこで、イギリスの将軍のヒューバート・ゴフが8月8日にエストニアにニコライ・ユデーニチへの軍事的援助を要求した際に、エストニアは見返りとして、北西軍と協商国にエストニアの承認を求めた。ゴフの代理人で准将のフランク・マーシュはユデーニチに即座にロシア北西地域政府を樹立する法令を出すよう要請した。8月16日にタイムズ紙はこの取引を暴露し、イギリスの外務省や陸軍内閣の怒りを買ったことでユデーニチへの軍事的援助は減少した。
しかし、北西軍はイギリスやフランスの武器支援とエストニア軍やイギリス海軍の作戦支援を受けることで、ペトログラード攻略を目論んだ最後の作戦を決行した。 ペトログラードを確保することは、白軍を支援するイギリスにとってロシアへの介入の主要目標の一つであった。この作戦で北西軍はペトログラードまで16 kmのところまでに迫るが、赤軍は軍勢をナルヴァ川まで押し戻した。 エストニアの首脳部は白軍側のロシア人に不信感を抱き、国境まで退いた北西軍の残党を武装解除し、抑留した。結果として、イギリスや北西軍が目指していたペトログラード攻略は失敗に終わった。
バルト海で活動していたイギリス海軍の空母ヴィンディクティヴと巡洋艦デリーなどの艦船では、船員による小規模な反逆行為が起こった。 その原因は第一次世界大戦から続く戦闘に対する厭戦感情や、不十分な食事と宿泊設備、休暇不足、ボルシェヴィキのプロパガンダの影響であった。
バルト海の戦役において、イギリス軍では128人が死亡、27人が負傷、9人が捕虜となった。イギリスは90隻の艦船をこの戦役に投入しており、このうち17隻が失われ、約70隻が損害を受けた。

### 南ウクライナ
1918年12月18日、フランス軍を主力とした部隊はオデッサとセヴァストポリに上陸した。オデッサではウクライナ人民共和国との7時間の戦闘が起こった後、フランス軍は都市を完全に支配下に置いた。 ウクライナ南部での一連の作戦はボルシェヴィキと戦っていたデニーキン率いる白軍への援助や補給を行うことを目的としていた。この作戦にはフランス軍の他、ギリシャ軍やポーランド軍も参加していたが、彼らの士気は低く、ほとんどの者は帰国を望んでいたという。 この地域のアタマン（コサックの指揮官）の ニキフォル・グリゴリエフは2月にボルシェヴィキと一時的に同盟を結び、干渉してきた国々と対立する。彼は3月2日に10,000～12,000人の兵士を率いて、150人ほどのフランス軍と700人ほどのギリシャ軍と数百人の義勇兵が駐留していたヘルソンを攻撃した。一週間の激しい戦闘の後、彼はヘルソンを占領し、フランス軍とギリシャ軍合わせて280人ほどの死傷者を出した。この際地元のギリシャ系住民がその余波で殺害されている。その後、グリゴリエフは協商軍の駐留人数がさらに少ないニコラエフへ進軍した。なお、ニコラエフには12,000人程のドイツ軍がいたが、ドイツ軍は戦闘に加わらなかった。ニコラエフにいたフランス軍の指揮官は停戦交渉を行い、協商軍はドイツ軍と共に3月14日から16日にかけて軍事物資を置いて海路で退去することとなった。
グリゴリエフの軍事的な圧力を受けて、1919年4月までに協商軍はオデッサから撤兵した。この撤退は黒海に送られた艦船のフランス人船員による反逆行為も一因となっていた。

### ベッサラビア

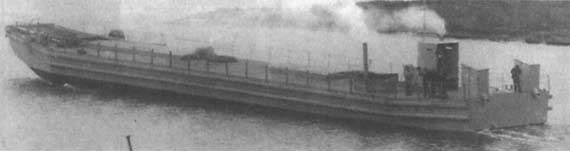
ラスード型艦船

南ウクライナで活動していたボルシェヴィキ川の機関であるルムチェロードは、ベッサラビアへの攻撃を行った。これを受けて、1月13日（グレゴリオ暦1月26日）ルーマニアのイオアン・ブラティアヌは旧ロシア帝国領のベッサラビアへの介入を決定し、エルネスト・ブロスティアヌ率いる第11歩兵師団がキシナウに入った。ボルシェヴィキ軍はまず、ティギナへ退却した。ティギナの戦いは旧暦1月20日から25日にかけて行われ、ルーマニア軍は141人の死者を出したが勝利した。次に、ヴァルチョフでの戦いが旧暦1月27日から2月3日にかけて行われ、結果的にルーマニア軍がヴァルチョフを占領した。そして、ボルシェヴィキ軍はドニエストル川左岸へと退却した。 

### シベリア

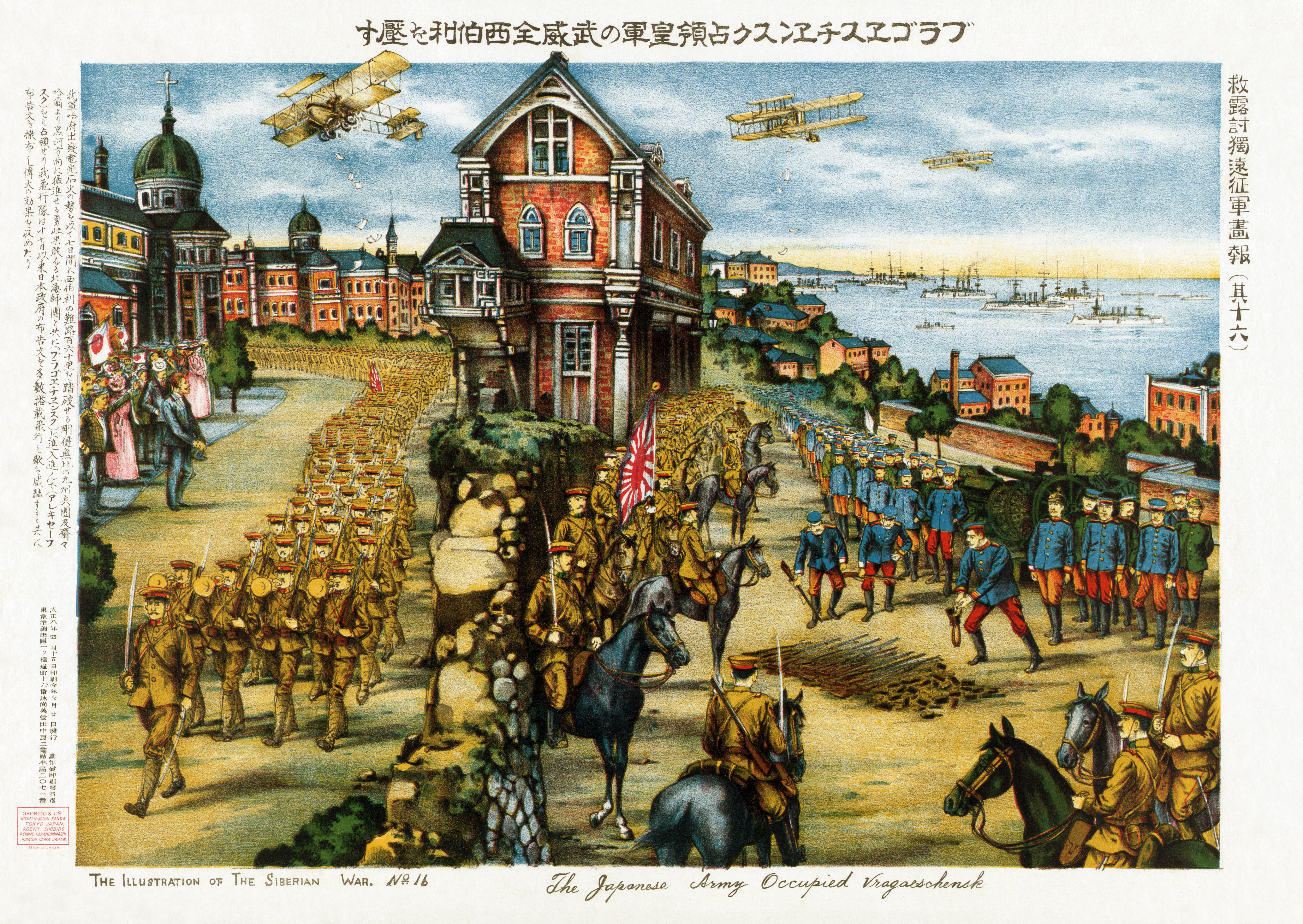
ブラゴヴェシチェンスクを占領した日本軍の宣伝ポスター

協商国によるシベリア出兵は1918年8月に始まった。イギリス軍は労働党議員で労働組合リーダーのジョン・ウォードの指揮する1,800人の部隊をシベリアに送った。この部隊は8月3日にウラジオストクに上陸した。日本軍はウラジオストクや中露国境からシベリアに入った。アメリカからはフィリピンの第27歩兵連隊と第31歩兵連隊、アメリカ合衆国カリフォルニア州パロアルトのキャンプ・フリモントから第12歩兵連隊、第13歩兵連隊、第62歩兵連隊の各一部が派遣され、アメリカのシベリア遠征部隊として組織された。 日本軍はアメリカ軍のシベリア遠征部隊、カナダのシベリア遠征部隊、フランス軍、イタリアのレデンタ軍団と合流した。ウラジオストクに到着していたチェコスロバキア軍団は協商国の軍を出迎えた。中国の北洋軍閥も中国人商人を保護するため、ウラジオストクに北洋軍の一部を派遣した。
日本軍は当初7,000人の部隊でシベリア出兵に対処することを想定していたが、最終的に7万人がシベリアに送られた。大規模な派兵はチェコ軍の救出を目的として行われたが、アメリカをはじめとする他の協商国から領土的野心を警戒させることになった 9月5日、日本はチェコ軍団の前衛と合流し、その数日後にイギリス、イタリア、フランスの部隊がチェコ軍団に合流し、イギリス軍はチェコ軍団が一時的に占領していたシベリア鉄道沿いに西方へと移動していった。アメリカ軍は当初から日本軍の動きを警戒してウラジオストクにとどまり、カナダ軍の大部分もウラジオストクに留まった。
1918年8月23-24日のドホフスカヤの戦いでは、イギリス人部隊など協商国の軍人を少数含む部隊がボルシェヴィキと戦い、日本人の死傷者は600人に及んだ。この戦いにより、ボルシェビキによるウスリー川戦線での組織的抵抗が落ち着いた。
10月の終わりにはウラジオストクを発ったイギリス軍がオムスクの戦線に到着し、冬季の6か月間滞在した。 この軍はチェコ軍団と白軍のロシア人と共に前進し、オムスクからウファまでの鉄路に沿って砲兵支援を行っていた。 また、コルチャークがオムスクでクーデターを起こして臨時全ロシア政府の最高司令官として実権を握った際に、この軍が一定の役割を果たしていた可能性がある。その後、イギリス軍はカマ川の船団部隊の一部として活動し、赤軍やその船舶への攻撃や射撃の支援を行っていた。しかし、ボリシェヴィキがペルミへ進むと、軍は追い返された。
シベリアに派兵された小規模のイギリス軍は1919年夏に撤退し、日本を除く残りの協商国軍は1920年までにシベリアから撤退した。
一方で、日本軍は1918年11月までに沿海州のすべての主要都市や港を占領し、チタに達していた。しかし、1919年には労働者や、農民などで組織された共産パルチザンによる遊撃戦に苦戦し、交通の要所の維持が次第に難しくなっていった。日本軍はパルチザンが潜む可能性がある村落に攻撃を行う。これらの村落への攻撃では、村民の多くが虐殺され、村は焼き払われた。特に、ボルシェヴィキ寄りの農村の一つであったイワノフカ村では数百人の村民が虐殺された（イワノフカ事件）。また、1919年2月25日のユフタの闘いでパルチザンと戦った日本軍310人がほぼ全滅する。さらに、1920年の春にはニコライエフスク港（尼港、現在のニコラエフスク・ナ・アムーレ）では日本陸軍守備隊（第14師団歩兵第2連隊第3大隊）および日本人居留民約700名を含む現地市民の一部6000人を超えるともいわれる人々が共産パルチザンに虐殺された上、町の一部が放火される尼港事件が起こる。なお、この事件を受けて、ロシアにその責任をとりうる政権が樹立されるまでの保障として1925年1月20日に日ソ基本条約が締結されるまでサガレン州派遣軍が北樺太の占領を行った。
シベリアに送られた将兵の間では戦争目的が曖昧であったことから、日本軍の士気は低調で、軍紀も頽廃していた。現地では日本人兵士による不法行為も報告された。戦線が泥沼化した1920年頃には、前線の兵士の間では一日も早い帰国を望むようになったとされる。一方で、シベリアに多くいたポーランド人の子女が戦災孤児となっており、日本赤十字社や福田会などの複数の孤児院によって、シベリア出兵中にポーランド孤児の救出が行われ、合計で1,000人前後のポーランド孤児が祖国への期間を果たした。
結局、1922年6月23日に加藤友三郎内閣総理大臣らによって日本軍の沿海州からの撤兵が閣議で決定される。実際に日本軍がウラジオストクを出港して沿海州から撤兵したのは同年10月25日のことであった。のちの内閣総理大臣加藤高明は日本のシベリア出兵について、「なに一つ国家に利益をももたらすことのなかった外交上まれにみる失政の歴史である」と評価している。

### コーカサス
1917年、メソポタミア戦線と西部戦線の一部を転属させたイギリス軍、オーストラリア軍、カナダ軍の兵士からなる部隊1,000人がイランのハマダーンからコーサカスへ移動、展開された。この部隊の名前は指揮官のライオネル・ダンスターヴィルの名前を取って、ダンスター部隊と名付けられた。この部隊の任務は情報収集や現地部隊の訓練と指揮、ドイツのプロパガンダの広がりを防止することにあった。
また、バクーとバクー油田の占領や保護も目的としていた。ロシア内戦の初期段階では、コーカサス地方は非ボリシェヴィキ系で白軍の影響もない3つ独立国家（グルジア民主共和国、アルメニア第一共和国、アゼルバイジャン民主共和国）が存在していた。オスマン帝国軍の前進によってバクーを支配して港の艦隊が確保されると、軍隊をカスピ海の対岸の都市、クラスノボツク（現・トルクメニスタン領トルクメンバシ）に送ることが可能となってやがて中央アジアを支配し、アフガニスタンを通って英領インドに到達することをイギリスは恐れていた。

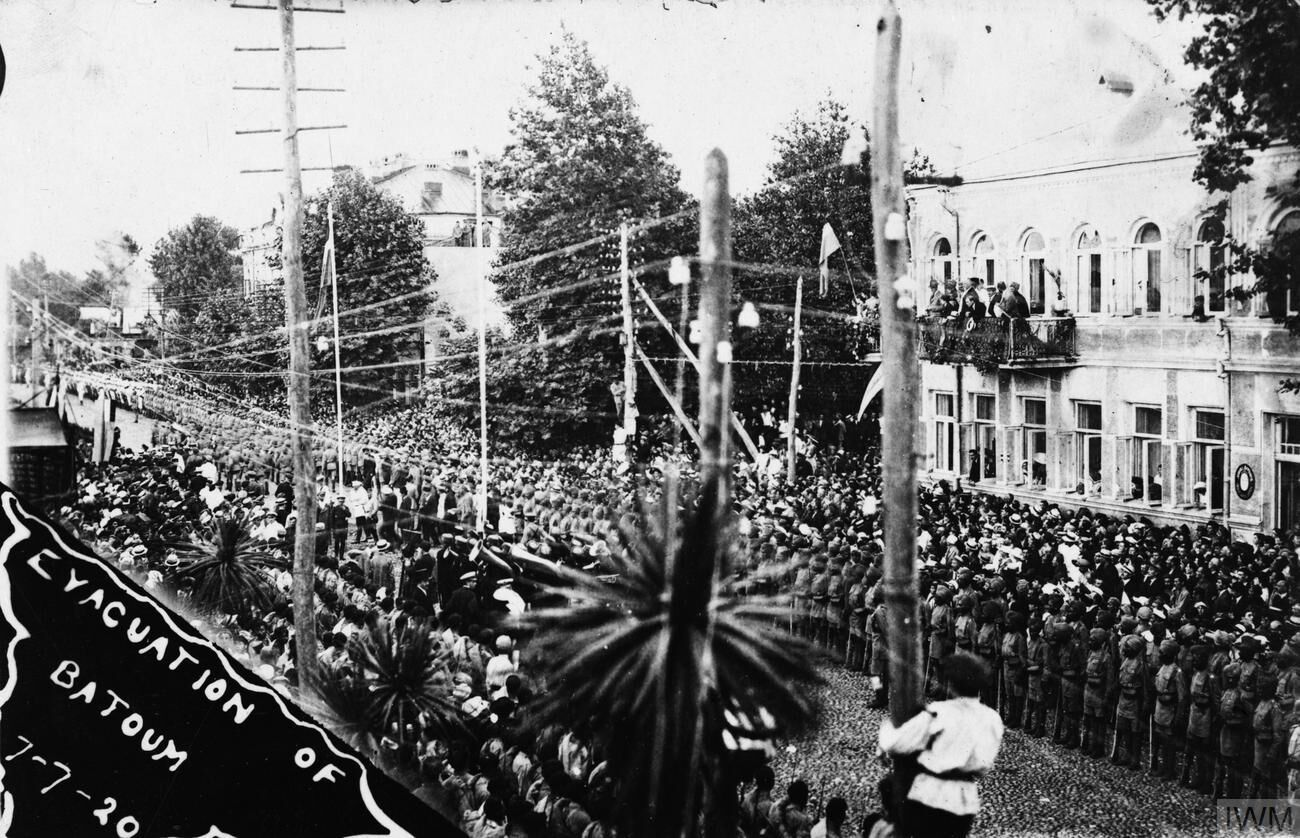
イギリス軍のバトゥミ撤退のころのパレードに参加するイギリス領インドの兵士（1920年）

バンダレ・アンザリーからカスピ海の海路を進んだイギリス軍は1918年8月17日に1200人がバクーに上陸した。オスマン帝国の部隊もバクーに進んでおり、イギリス軍との間で激しい戦闘が起こった。（バクーの戦い）イギリス軍は結局、トルコ軍の圧倒的な軍勢に耐えることができず、9月14日に3隻の艦船でバクーから撤退した。この戦いで、イギリス軍は死者95人を含む約200人の損害を被った。トルコ軍の損害はおよそ2,000人であった。
しかし、トルコ軍は第一次世界大戦で敗北し、協商国とムドロス休戦協定によって休戦する。休戦の発効によって、11月中旬にはアゼルバイジャンから兵を引かざるを得なくなり、その後ウィリアム・モントゴメリー・トムソンに率いられたイギリス軍1,600人が同月17日にバクーに到着した。バクーでは、アゼルバイジャン民主共和国によって戒厳令が施行された。イギリス軍は1918年の暮れから1919年にかけてジョージア（グルジア）のトビリシやバトゥミ、さらにバクーーバトゥミ鉄道を占領する。 1919年1月までにコーサカスに駐留したイギリス軍は40,000人を数え、この時期に旧ロシア領内で活動したイギリス軍の中では最大規模であった。コーカサスでのイギリスの占領は、インドの側面を守り、油田を手に入れるという動機に基づいたものであったが、この地域の新しい独立国家を支援し、ドイツ軍やトルコ軍のこの地域からの撤退を監督するという動機もあった。中央同盟国の降伏後はイギリス軍の任務はほぼ防衛目的であり、1919年の夏にコーカサスからの撤退を始めた。 バクーに駐留していたイギリス軍は1919年8月24日に去り、翌年にはグルジアのイギリス軍が撤退した。

### カスピ海東岸
ロシアの単独講和により、イギリスはドイツやトルコが、重要な港であるクラスノボツク（現・トルクメニスタン領トルクメンバシ）から中央アジアに進出することを恐れるようになり、カスピ海東岸、いわゆるトランス・カスピアに関心を示すようになった。この地域への連合国の軍事行動はウィルフリッド・モールソンに率いられた部隊が、カスピ海横断鉄道の通る西側の地域やクラスノボツクからボリシェヴィキを一時放逐したザカスピ臨時政府の支援を受けて、1918年夏にこの地域に入ったことにより始まった。（マレソン作戦）彼はバイラマリーに第19パンジャーブ・ライフル銃隊を送った。 イギリスの部隊は8月28日にボリシェヴィキによるアフガニスタンとの国境の町クシュカを攻撃を撃退する。また、カカでも数回、ボリシェヴィキとイギリスとの戦闘が起こる。その後、イギリス軍に第28軽騎兵部隊が加わると、マレソンは英領インド政府の意向に反して、さらに前進してボリシェヴィキを攻撃することを決定した。この前進でドゥシャクなどの都市で戦闘が起こり、ボルシェヴィキに大きな損害を与えた。
11月1日までにイギリス軍はメルブを再占領すると、イギリス政府の意向で進軍を停止し、バイラム・アリーで防御態勢を取った。一方で、連携を取っていたザカスピ臨時政府の軍は北方のボリシェヴィキに攻撃を続ける。ザカスピ臨時政府の軍がウチャッジで敗北すると、第28軽騎兵部隊がアンネンコヴォに派遣され、後で派遣された第19パンジャーブ・ライフル銃隊とともにこの軍を支援する。
結局イギリス政府は1919年1月21日にカスピ海東岸からの撤退を決定し、最後のイギリス軍部隊は4月5日にイランへと引き上げていった。

## 結末
日本以外の協商国は1920年にロシアから撤退し、日本は1922年に沿海州から撤退した。その後、1925年に日ソ基本条約が北京で結ばれると、同年5月までに保証占領していた北樺太からも撤退した。(ただし、協商国の撤退後の1921年から1924年にかけて、ヴィルヒャムル・ステファンソンらの入植グループがウランゲリ島を占拠し、カナダによる領有権の主張を試みた 。)
協商国の間では、ソビエト・ロシアへの干渉に反対するデモが起こり、ボルシェヴィズムへの間接的な支持が行われていた。このような協商国でのボルシェヴィキへの支援もまた、ロシア干渉における協商国の足並みが乱れ、ソビエト・ロシアを軍事的に抑えることを難しくした要因の一つとなった。西欧諸国では第一次世界大戦後、経済危機と社会的緊張が起こっており、アメリカへの物質的依存度が高まっており、ロシアとの経済関係の回復が望まれていた。そこで、1920年1月の協商国による最高軍事会議でイギリスとイタリアの提言より、ロシアの経済封鎖が解除され、国際的にロシアとの貿易が再開される流れとなった。
イギリスは撤兵後すぐにボルシェヴィキのロシア社会主義連邦ソビエト共和国との貿易交渉をはじめ、1921年3月16日に英ソ貿易合意が締結され、イギリスは事実上ロシアのボルシェヴィキ政権を外交承認し、二国間の貿易取引がはじまった。そして、1924年2月1日にイギリスがソビエト連邦を正式に国家として承認したのを皮切りに、アメリカ以外の第一次世界大戦の協商国の国々と国交を結ぶこととなった。アメリカとソ連の外交関係樹立は1933年10月であり、ロシア革命から16年後のことであった。
ボルシェビキは、協商国によるロシアへの介入軍を、大衆による反ボルシェビキの白軍への信用が失墜するように仕向けるプロパガンダの材料として利用し、皮肉にも連合国の介入はロシアでのボルシェビキへの支持を強固なものにする結果となった。ボルシェヴィキの扇動者は白軍をブルジョワジーの代理人として描き、ボルシェビキの闘いを正当なものとして紹介した。

### 歴史家による評価
1957年、フレデリック・シューマンは協商国のロシアへの介入によってロシアと欧米諸国の関係が永久的に毒されることで第二次世界大戦やその後の冷戦の起源に大いに影響し、介入によって両陣営に植え付けられた疑念や憎悪の念が今日でもいずれより大きな大惨事を引き起こす恐れがある、と述べている。ソ連の指導者らにとって、この介入作戦は西側の列強諸国が機会さえあればソビエト政府を破壊することにを熱望していることの証明となった。現代史家のロバート・マドックスは「介入の直接的な影響は残忍な内戦を長引かせることであり、何千人もの命が失われ、既に荒廃した社会に甚大な破壊がもたらされた」とまとめている。
歴史家のジョン・トンプソンはロシアのボルシェヴィキ革命を止めることはできなかったが、中欧への革命の波及を防ぐことができたと論じている。彼はまた、ロシアへの介入によって、ロシアと他の列強諸国との関係に恐怖や疑念を残し、ロシア国民に一枚岩での団結とボルシェヴィキへの疑いのない服従を強める結果になったと主張している。
ジョン・ブラッドレーによれば、連合軍の介入は白軍の将軍を独立性の低い従属な手下として扱ったため、白軍の将軍へ威厳のない傀儡という評価が与えられたという。このことはボルシェヴィキが独立的で愛国的と思われ、白軍運動が信用されない要因となり、ロシア帝国の将校がボルシェヴィキに参加する動機となった。

## 関連文献
- Carley, Michael Jabara. "Allied Intervention and the Russian Civil War, 1917–1922," International History Review 11#4 (1989), pp. 689–700 in JSTOR. Historiography.
- Dobson, Christopher and Miller, John (1986). The Day We Almost Bombed Moscow The Allied War in Russia 1918–1920 (Hodder and Stoughton)
- Flake, Lincoln. "‘Nonsense From the Beginning’ – Allied Intervention in Russia's Civil War at 100: Historical Perspectives from Combatant Countries." Journal of Slavic Military Studies 32.4 (2019): 549–552. online
- Foglesong, David S. "Policies Toward Russia and Intervention in the Russian Revolution." in Ross A. Kennedy ed., A Companion to Woodrow Wilson (2013): 386–405.
- Foglesong, David S. (2014), America's Secret War Against Bolshevism: U.S. Intervention in the Russian Civil War 1917–1920, ISBN 978-1469611136
- Fuller, Howard.  "Great Britain and Russia's Civil War: 'The Necessity for a Definite and Coherent Policy'." Journal of Slavic Military Studies 32.4 (2019): 553–559.
- Guard, John (2001). “Question 38/99: British Operations in the Caspian Sea 1918–1919”. Warship International (International Naval Research Organization) XXXVIII (1):  87–88. ISSN 0043-0374.
- Head, Michael, S. J. (2016). “The Caspian Campaign, Part I: First Phase – 1918”. Warship International LIII (1):  69–81. ISSN 0043-0374.
- Humphreys, Leonard A. (1996). The Way of the Heavenly Sword: The Japanese Army in the 1920s. Stanford University Press. ISBN 0804723753
- Isitt, Benjamin (2010). From Victoria to Vladivostok: Canada's Siberian Expedition, 1917–19. University of British Columbia Press. ISBN 978-0774818025.  オリジナルの6 July 2011時点におけるアーカイブ。
- Isitt, Benjamin (2006). “Mutiny from Victoria to Vladivostok, December 1918”. Canadian Historical Review (University of Toronto Press) 87 (2):  223–264. doi:10.3138/CHR/87.2.223.  オリジナルの6 July 2011時点におけるアーカイブ。.
- Kurilla, Ivan. "Allied Intervention From Russia's Perspective: Modern-Day Interpretations." Journal of Slavic Military Studies 32.4 (2019): 570–573.
- Long, John W. "American Intervention in Russia: The North Russian Expedition, 1918–19." Diplomatic History 6.1 (1982): 45–68.
- Luckett, Richard. The White Generals: An Account of the White Movement and the Russian Civil War (1971)
- Moffat, Ian C.D. The Allied Intervention in Russia, 1918–1920: The Diplomacy of Chaos (2015) excerpt
- Moore, Perry. Stamping Out the Virus: Allied Intervention in the Russian Civil War 1918–1920 (2002).
- Nelson, James Carl. The Polar Bear Expedition: The Heroes of America's Forgotten Invasion of Russia, 1918–1919 (2019) excerpt
- Plotke, AJ (1993). Imperial Spies Invade Russia. Westport CT; London: Greenwood Press. ISBN 0313286116
- Richard, Carl J. "'The Shadow of a Plan': The Rationale Behind Wilson's 1918 Siberian Intervention." Historian 49.1 (1986): 64–84. Historiography
- Silverlight, John. The Victors' Dilemma: Allied Intervention in the Russian Civil War, 1917–1920 (1970).
- Swettenham, John. Allied Intervention in Russia 1918–1919: and the part played by Canada (Routledge, 2017).
- Thompson, John M. "Allied and American Intervention in Russia,  1918–1921," in Rewriting Russian History: Soviet Interpretations of Russia's Past, ed. Cyril E. Black (New York, 1962), pp. 319–380. online, how Soviet view changed over time.
- Trani, Eugene P. "Woodrow Wilson and the decision to intervene in Russia: a reconsideration." Journal of Modern History 48.3 (1976): 440–461. in JSTOR
- Unterberger, Betty Miller. "Woodrow Wilson and the Bolsheviks: The "Acid Test" of Soviet–American Relations." Diplomatic History 11.2 (1987): 71–90.
- Willett, Robert L. (2003). Russian Sideshow: America's Undeclared War, 1918–1920. Washington D.C.: Brassey's. ISBN 1574884298